# Azonosítás (kriminalisztika)
Az azonosítás a kriminalisztika része, a kriminál technika összetevője.

## Elmélete
Célja a keresett személy, vagy tárgy azonosságának megállapítása, vagy kizárása. Az elmélet alapja az, hogy két, vagy több személy, vagy tárgy egymással nem lehet azonos, mindegyik csak önmagával lehet azonos, mert a hozzájuk kapcsolódó jelenségek egyediek, és csak rájuk jellemző, máshol nem ismétlődő, eltérő tulajdonságaik vannak.

## Végrehajtása és célja
Az azonosítás célja két, vagy több feltárt tény közötti kapcsolat megállapítása; az azonosítási tárgy, személy, vagy jelenség vizsgálata, az összehasonlítás, az eredmény értékelése.

## Fogalma
Az azonosító személy, tárgy, vagy jelenség értelmezése:
- az azonosító a keresett tárgynak, személynek, jelenségnek a tulajdonságai, ismérvei, amelyből következtetni lehet az egyedi sajátosságokra
- az azonosítandó az a tárgy, vagy személy, aki az azonosító ismérvekkel rendelkezik
- a mintavétel egy olyan technikai folyamat, amikor nagy mennyiségű, vagy kiterjedésű bizonyíték van, és ebből reprezentatív mintát vesznek